# Platymantis taylori
Platymantis taylori es una especie  de anfibios de la familia Ceratobatrachidae.

## Distribución geográfica
Es endémica del noreste de Luzón (Filipinas). 

## Estado de conservación
Se encuentra amenazada por la pérdida de su hábitat natural.